# أوبرشوتزه
أوبرشوتزه كانت رتبة عسكرية ألمانية استخدمت لأول مرة في الجيش البافاري في أواخر القرن التاسع عشر.

## استعمال
رتبة وشارة أوبرشوتزه  في عام 1945

| بقع Gorget | حزام الكتف | شارة الأكمام (الذراع الأيسر العلوي) | مرتبة وصف                 |
|            |            |                                     | Oberschütze (كبار بندقية) |